# Forcipomyia intrepida
Forcipomyia intrepida är en tvåvingeart som beskrevs av John William Scott Macfie 1936. Forcipomyia intrepida ingår i släktet Forcipomyia och familjen svidknott.
Artens utbredningsområde är Peru. Inga underarter finns listade i Catalogue of Life.